# Créquier

Créquier

Créquier ist in der Heraldik eine Wappenfigur, die nur in der französischen Heraldik vorkommt.
Diese Figur ähnelt einem stark stilisierten Kirschbaum mit Wurzeln und erinnert an einem siebenflammigen Leuchter. Die Zweige stehen 1:2:2:2. Die deutsche Bezeichnung ist Kriekenbaum, auch Krekenbaum. Der französische Begriff führt auf ein Adelsgeschlecht mit dem Namen Créquy zurück, in dessen Wappen diese Wappenfigur nachgewiesen ist.
Die Wappenfigur läuft an den Zweigenden in herz- oder lindenblattähnlichen Gebilden oder auch kleine Kugeln, die nach den älteren Heraldikern an Pilze erinnern sollen. Die typischen heraldischen Farben sind Rot, Gold und selten Silber.